# Бюхнер, Эрнст

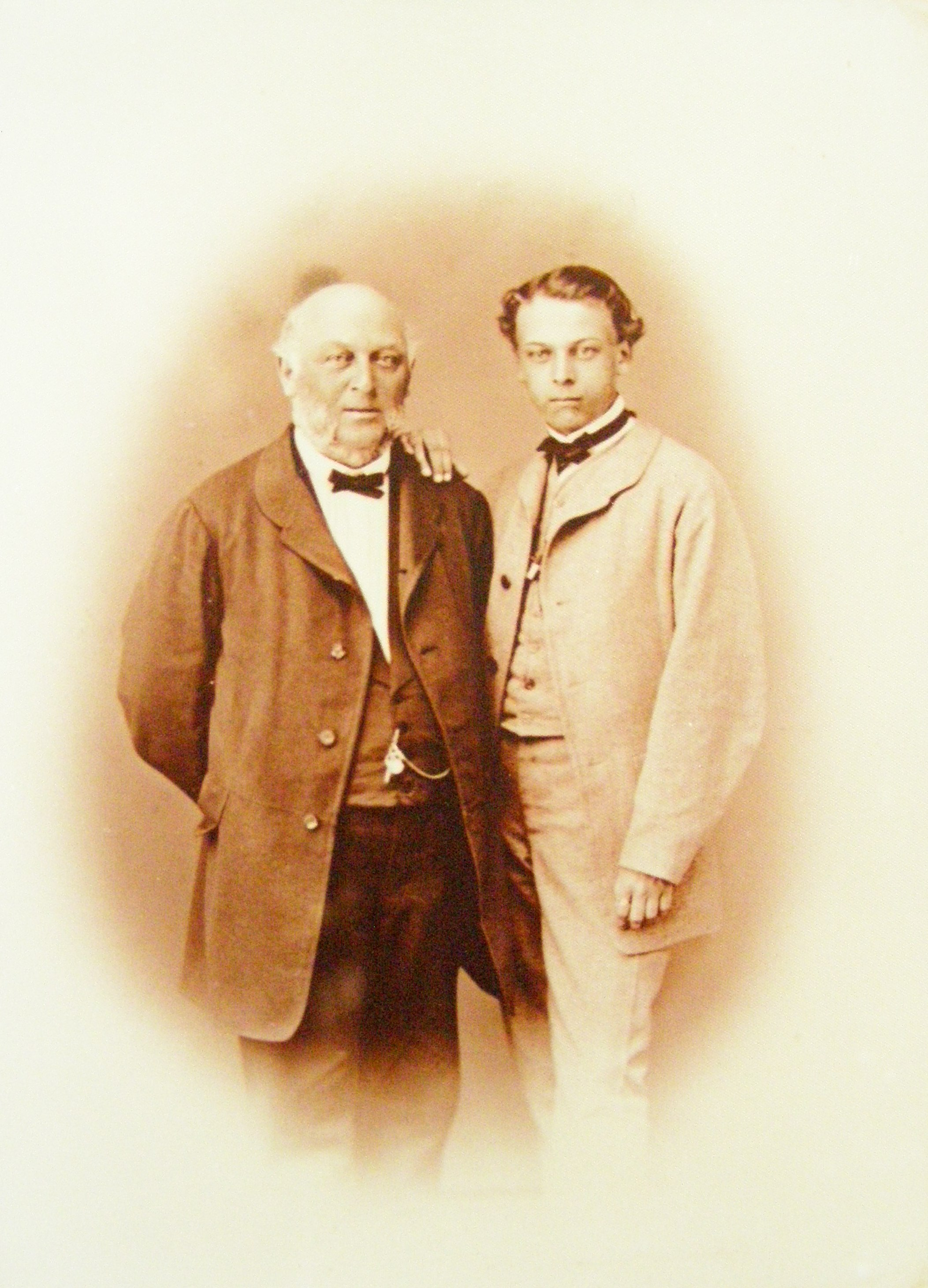
Отец Вильгельм и сын Эрнст Бюхнеры. около 1865 г.

Эрнст Бю́хнер (нем. Ernst Büchner; 18 марта 1850, Пфунгштадт, Германский союз — 25 апреля 1925, Дармштадт, Веймарская республика) — немецкий химик, промышленник, изобретатель. В 1888 году изобрёл и запатентовал воронку Бюхнера.

## Биография

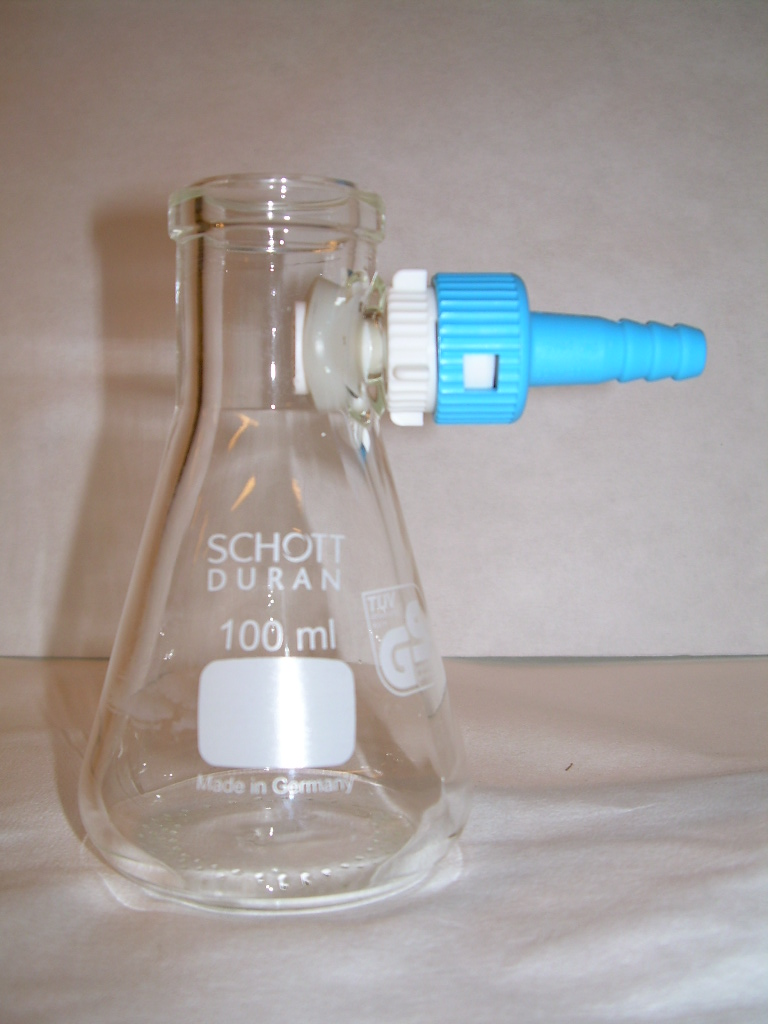
Колба Бюхнера

Родился в семье химика-фармацевта, промышленника и политика Вильгельма Бюхнера. Эрнст был племянником драматурга Георга Бюхнера, писателей Александра и Луизы Бюхнер и философа, физиолога и врача Людвига Бюхнера.
Изучал химию в Тюбингенском университете. С 1882 занялся управлением семейного бизнеса. В 1890 году он разделил компанию «Pfungstädter» и стал самостоятельно работать на «Объединённых заводах ультрамарина».
В 1888 году изобрёл и запатентовал колбу Бюхнера и воронку Бюхнера.